# Llista de ciutats de Polònia

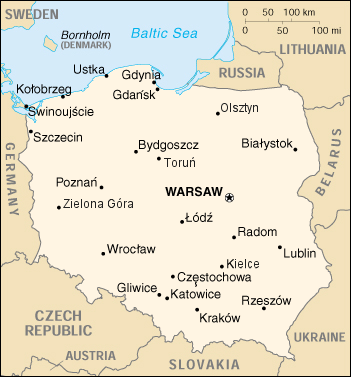
Mapa de Polónia

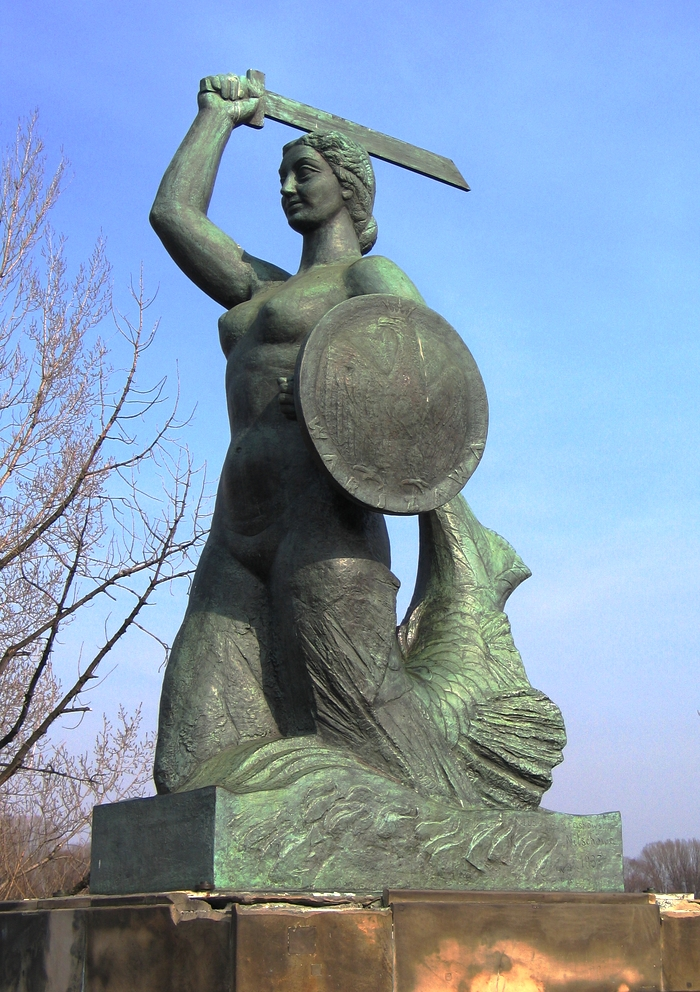
Sirena a Varsòvia.

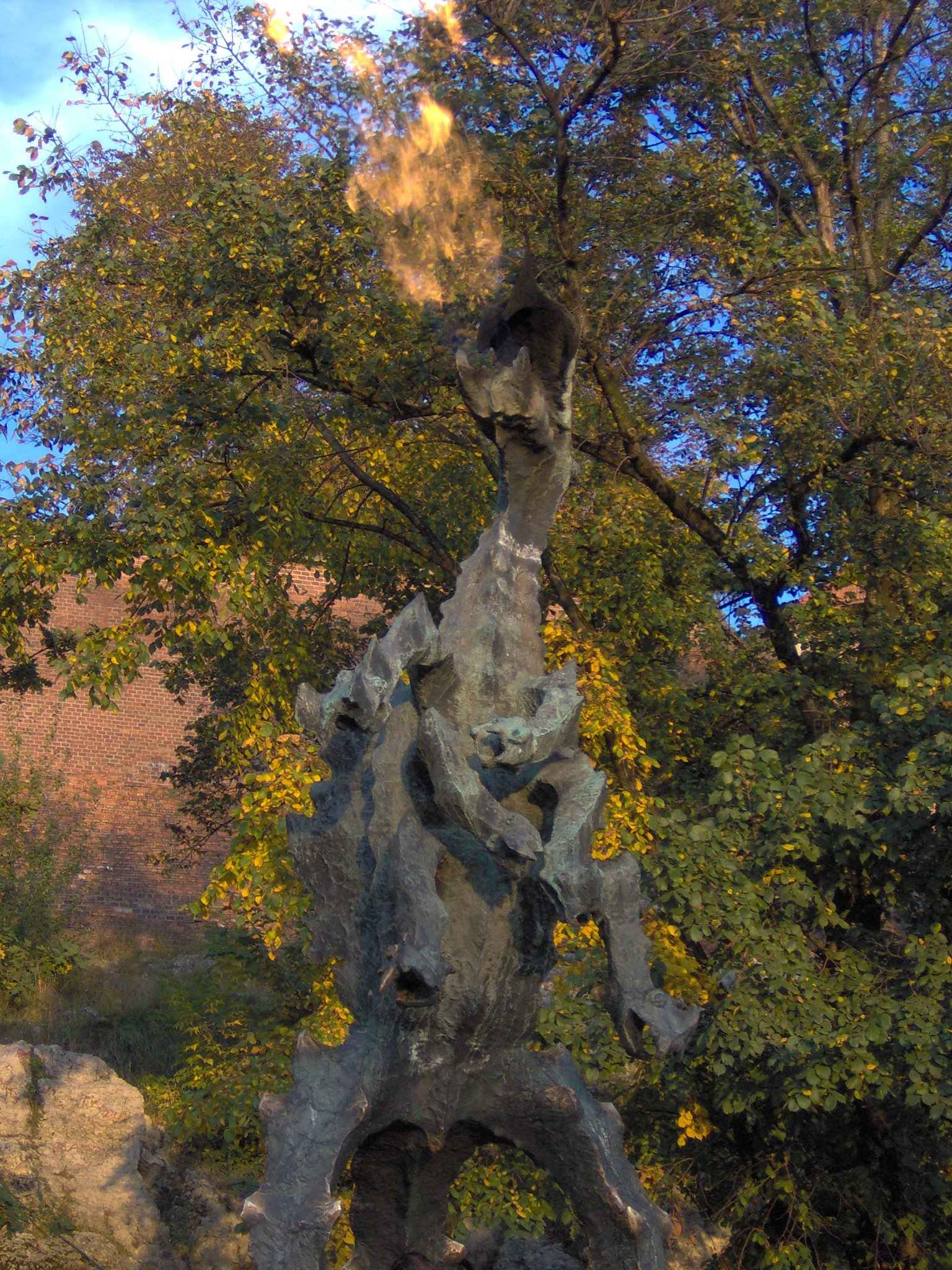
Dragó Wawel a Cracòvia

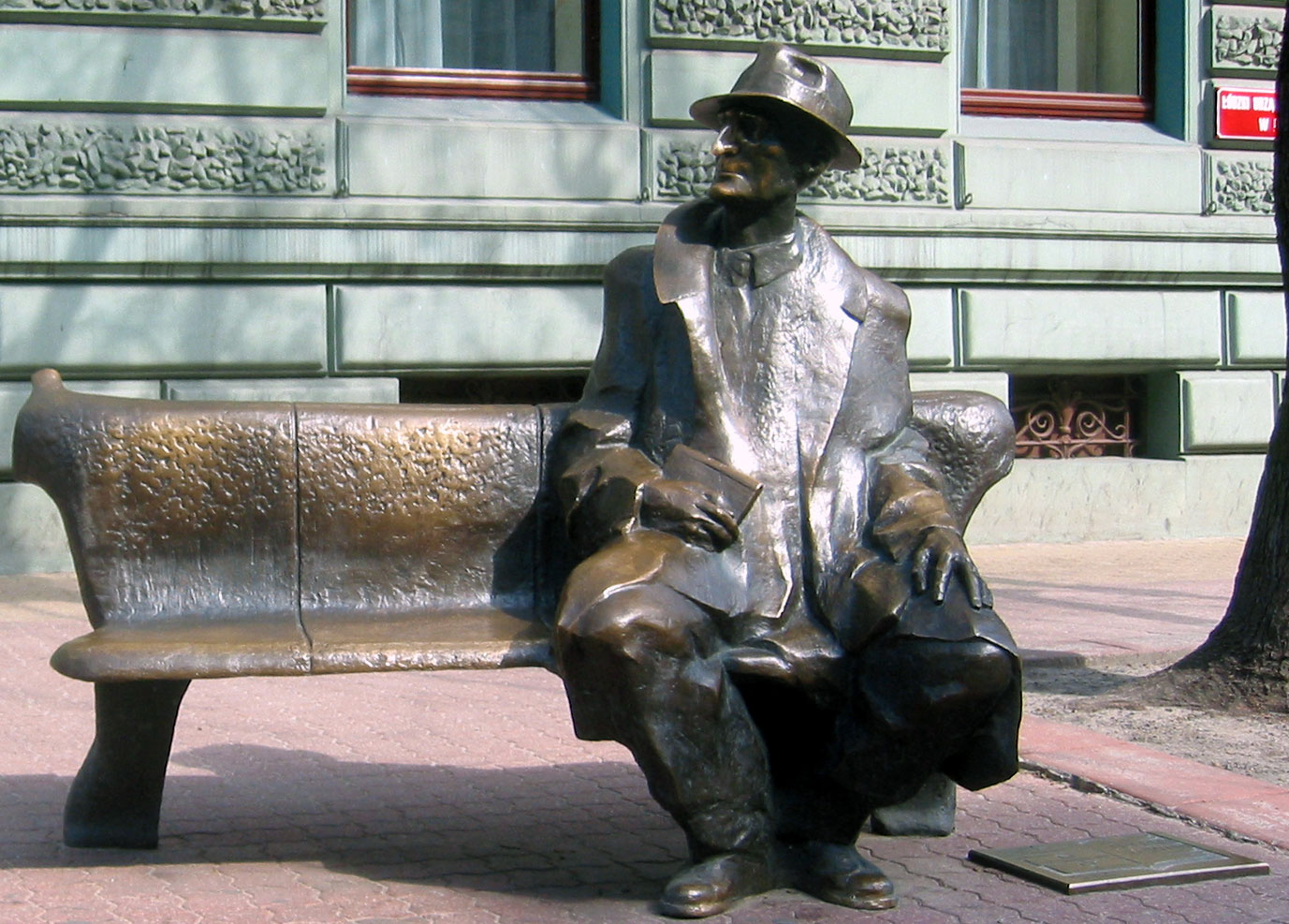
El banc de Julian Tuwim a Łódź

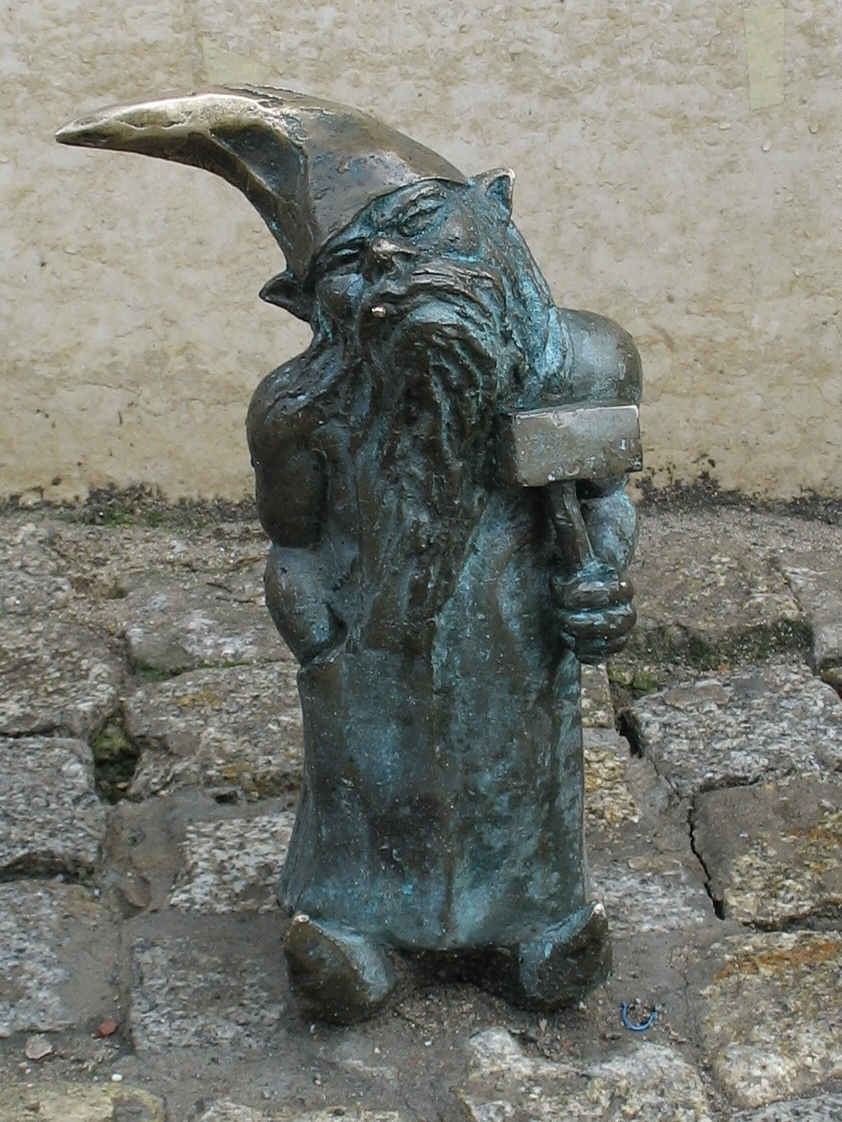
Un dels gnoms de Wrocław

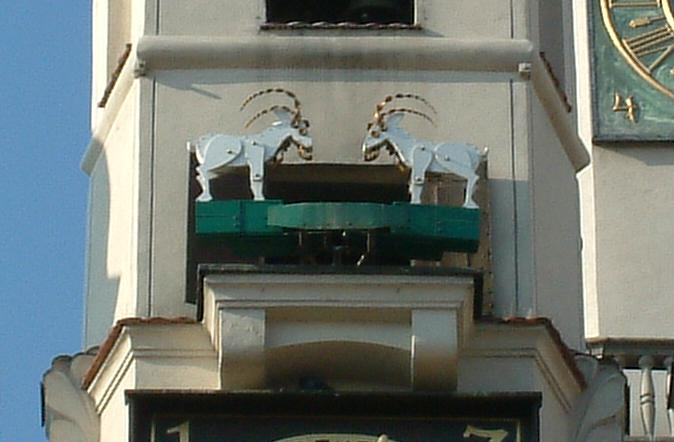
Cabres a la façada de l'ajuntament de Poznań

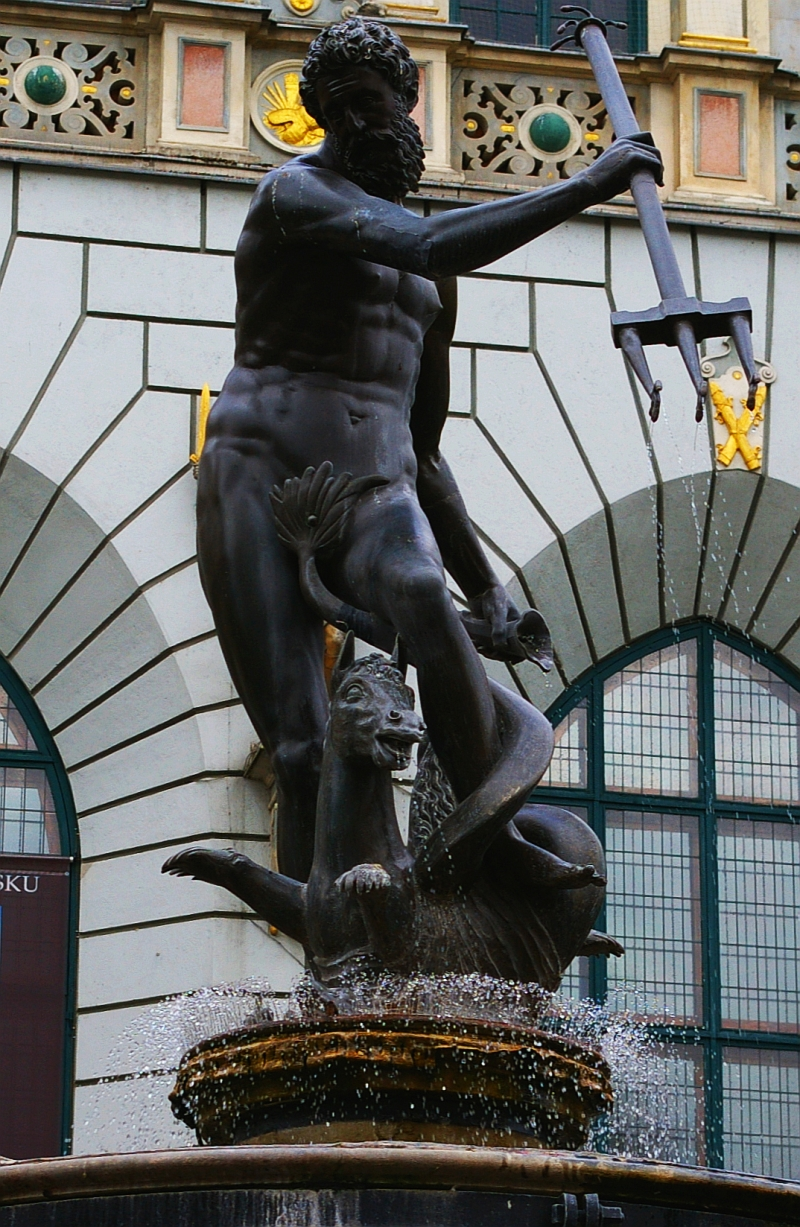
Font de Neptú a Gdańsk

Aquesta pàgina conté una llista de les ciutats i pobles de Polònia, precedida per una taula amb les ciutats més importants de Polònia quant a nombre d'habitants. Les xifres de població estan basades en les dades proporcionades per l'Oficina Central d'Estadístiques de Polònia. No s'estableix cap diferència entre ciutat i poble. Està disponible un índex Arxivat 2006-06-14 a Wayback Machine. per tal de localitzar cada municipi sobre un mapa detallat.
L'1 de gener del 2011 hi havia a Polònia un total de 908 municipis.

## Ciutats més importants per grandària
Capitals de voivodats (llocs amb voivoda o Sejmik del voivodat apareixen marcats en negreta.
| Ranking 2007 | Canvis +/-1999 | Nom                                       | Pop. des. 2007      | Pop. 1999 | Pop. 1900 |
| ------------ | -------------- | ----------------------------------------- | ------------------- | --------- | --------- |
| 1.           |                | Varsòvia                                  | 1.706.624           | 1.618.468 | 756.400   |
| 2.           | +1             | Cracòvia                                  | 756.583             | 740.666   | 120.300   |
| 3.           | -1             | Łódź                                      | 753.192             | 806.728   | 351.600   |
| 4.           |                | Wrocław                                   | 632.930             | 643.877   | 422.700   |
| 5.           |                | Poznań                                    | 567.932             | 578.235   | 126.000   |
| 6.           |                | Gdańsk                                    | 458.717             | 458.988   | 140.600   |
| 7.           |                | Szczecin                                  | 410.811             | 416.988   | 210.700   |
| 8.           |                | Bydgoszcz                                 | 361.222             | 386.855   | 52.200    |
| 9.           |                | Lublin                                    | 351.806             | 356.251   | 53.600    |
| 10.          |                | Katowice (centre administratiu de l'MMAS) | 317.220 (2.062.200) | 345.934   | 31.700    |
| 11.          |                | Białystok                                 | 294.143             | 285.000   | 66.000    |
| 12.          | +1             | Gdynia                                    | 250.242             | 253.521   | 900       |
| 13.          | -1             | Częstochowa                               | 242.300             | 257.812   | 53.700    |
| 14.          | +1             | Radom                                     | 224.857             | 232.262   | 30.100    |
| 15.          | -1             | Sosnowiec (incl a MMAS)                   | 222.586             | 244.102   | 86.700    |
| 16.          | +2             | Toruń                                     | 206.619             | 206.158   | 29.600    |
| 17.          | -1             | Kielce                                    | 205.902             | 212.383   | 23.200    |
| 18.          | -1             | Gliwice (incl a MMAS)                     | 197.393             | 212.164   | 52.400    |
| 19.          | +1             | Zabrze (incl a MMAS)                      | 189.062             | 200.177   | 26.000    |
| 20.          | -1             | Bytom (incl a MMAS)                       | 184.765             | 205.560   | 51.400    |
| 21.          | +1             | Olsztyn                                   | 175.710             | 170.904   | 24.300    |
| 22.          | -1             | Bielsko-Biała                             | 175.690             | 180.307   | 17.400    |
| 23.          |                | Rzeszów                                   | 166.454             | 162.049   | 18.300    |
| 24.          |                | Ruda Śląska (incl a MMAS)                 | 144.584             | 159.665   | 14.800    |
| 25.          |                | Rybnik                                    | 141.080             | 144.582   | 7.200     |
| 26.          | +1             | Tychy (incl a MMAS)                       | 129.776             | 133.178   | 4.900     |
| 27.          | +1             | Dąbrowa Górnicza (incl a MMAS)            | 128.795             | 131.037   | 3.000     |
| 28.          | +1             | Płock                                     | 126.968             | 131.011   | 27.000    |
| 29.          | +2             | Opole                                     | 126.748             | 129.553   | 30.100    |
| 30.          |                | Elbląg                                    | 126.710             | 129.782   | 52.500    |
| 31.          | +1             | Gorzów Wielkopolski                       | 125.411             | 126.019   | 33.600    |
| 32.          | -6             | Wałbrzych                                 | 123.635             | 136.923   | 16.400    |
| 33.          |                | Włocławek                                 | 118.432             | 123.373   | 23.000    |
| 34.          | +2             | Zielona Góra                              | 117.523             | 118.182   | 21.000    |
| 35.          |                | Tarnów                                    | 116.118             | 118.297   | 31.700    |
| 36.          | -2             | Chorzów (incl a MMAS)                     | 113.678             | 121.708   | 57.900    |
| 37.          | +2             | Kalisz                                    | 108.031             | 106.641   | 22.000    |
| 38.          | -1             | Koszalin                                  | 107.376             | 112.375   | 20.400    |
| 39.          | -1             | Legnica                                   | 104.754             | 109.335   | 54.900    |
| 40.          |                | Grudziądz                                 | 99.090              | 102.434   | 32.700    |
| 41.          |                | Słupsk                                    | 97.419              | 102.370   | 27.300    |
| 42.          |                | Jaworzno (incl a MMAS)                    | 96.600              | 99.800    | 17.500    |
| 43.          |                | Jastrzębie Zdrój                          | 93.939              | 102.294   | 1.700     |

## Tots el municipis per ordre alfabètic

### A
| - Aleksandrów Kujawski - Aleksandrów Łódzki - Alwernia |  | - Andrychów - Annopol - Augustów |

#### B

##### Ba-Be
| - Babimost - Baborów - Baranów Sandomierski - Barcin - Barczewo - Bardo |  | - Barlinek - Bartoszyce - Barwice - Bełchatów - Bełżyce - Będzin |

##### Bi-Bl
| - Biała - Biała Piska - Biała Podlaska - Biała Rawska - Białobrzegi - Białogard - Biały Bór - Białystok |  | - Biecz - Bielawa - Bielsk Podlaski - Bielsko-Biała - Bieruń - Bierutów - Bieżuń |  | - Biłgoraj - Biskupiec - Bisztynek - Blachownia - Błaszki - Błażowa - Błonie |

##### Bo-Br
| - Bobolice - Bobowa - Bochnia - Bodzentyn - Bogatynia - Boguchwała - Boguszów-Gorce - Bojanowo - Bolesławiec |  | - Bolków - Borek Wielkopolski - Borne Sulinowo - Braniewo - Brańsk - Brodnica - Brok - Brusy - Brwinów |  | - Brzeg - Brzeg Dolny - Brzesko - Brzeszcze - Brześć Kujawski - Brzeziny - Brzostek - Brzozów |

##### Bu-By
| - Buk - Bukowno - Busko Zdrój - Bychawa - Byczyna |  | - Bydgoszcz - Bystrzyca Kłodzka - Bytom - Bytom Odrzański - Bytów |

#### C

##### Ce-Ch
| - Cedynia - Chełm - Chełmek - Chełmno - Chełmża - Chęciny - Chmielnik - Chocianów - Chociwel - Chodecz |  | - Chodzież - Chojna - Chojnice - Chojnów - Choroszcz - Chorzele - Chorzów - Choszczno - Chrzanów |

##### Ci-Cz
| - Ciechanowiec - Ciechanów - Ciechocinek - Cieszanów - Cieszyn - Ciężkowice - Cybinka - Czaplinek - Czarna Białostocka - Czarna Woda - Czarne - Czarny Dunajec |  | - Czarnków - Czchów - Czechowice-Dziedzice - Czeladź - Czempiń - Czerniejewo - Czersk - Czerwieńsk - Czerwionka-Leszczyny - Częstochowa - Człopa - Człuchów - Czyżew |

#### Ć
- Ćmielów

#### D

##### Da-Do
| - Daleszyce - Darłowo - Dąbie - Dąbrowa Białostocka - Dąbrowa Górnicza - Dąbrowa Tarnowska - Debrzno - Dębica - Dęblin - Dębno |  | - Dobczyce - Dobiegniew - Dobra (Łobez County) - Dobra (Turek County) - Dobre Miasto - Dobrodzień - Dobrzany - Dobrzyń nad Wisłą - Dolsk |

##### Dr-Dz
| - Drawno - Drawsko Pomorskie - Drezdenko - Drobin - Drohiczyn - Drzewica - Dukla - Duszniki Zdrój |  | - Dynów - Działdowo - Działoszyce - Działoszyn - Dzierzgoń - Dzierżoniów - Dziwnów |

#### E
- Elbląg
- Ełk

#### F
- Frampol
- Frombork

#### G

##### Ga-Gn
| - Garwolin - Gąbin - Gdańsk - Gdynia - Giżycko - Glinojeck - Gliwice - Głogów - Głogów Małopolski |  | - Głogówek - Głowno - Głubczyce - Głuchołazy - Głuszyca - Gniew - Gniewkowo - Gniezno |

##### Go
| - Gogolin - Golczewo - Goleniów - Golina - Golub-Dobrzyń - Gołańcz - Gołdap - Goniądz - Gorlice |  | - Gorzów Śląski - Gorzów Wielkopolski - Gościno - Gostynin - Gostyń - Gozdnica - Góra - Góra Kalwaria - Górowo Iławeckie - Górzno |

##### Gr-Gu
| - Grabów nad Prosną - Grajewo - Grodków - Grodzisk Mazowiecki - Grodzisk Wielkopolski - Grójec |  | - Grudziądz - Grybów - Gryfice - Gryfino - Gryfów Śląski - Gubin |

#### H
- Hajnówka
- Halinów
- Hel
- Hrubieszów

#### I
| - Iława - Iłowa - Iłża - Imielin |  | - Inowrocław - Ińsko - Iwonicz Zdrój - Izbica Kujawska |

#### J
| - Jabłonowo Pomorskie - Janikowo - Janowiec Wielkopolski - Janów Lubelski - Jarocin - Jarosław - Jasień - Jasło - Jastarnia - Jastrowie - Jastrzębie Zdrój - Jawor - Jaworzno |  | - Jaworzyna Śląska - Jedlicze - Jedlina Zdrój - Jedwabne - Jelcz-Laskowice - Jelenia Góra - Jeziorany - Jędrzejów - Jordanów - Józefów - Józefów (Biłgoraj County) - Jutrosin |

#### K

##### Ka-Kc
| - Kalety - Kalisz - Kalisz Pomorski - Kalwaria Zebrzydowska - Kałuszyn - Kamienna Góra - Kamień Krajeński - Kamień Pomorski - Kamieńsk - Kańczuga |  | - Karczew - Kargowa - Karlino - Karpacz - Kartuzy - Katowice - Kazimierz Dolny - Kazimierza Wielka - Kąty Wrocławskie - Kcynia |

##### Ke-Kn
| - Kędzierzyn-Koźle - Kępice - Kępno - Kętrzyn - Kęty - Kielce - Kietrz - Kisielice - Kleczew |  | - Kleszczele - Kluczbork - Kłecko - Kłobuck - Kłodawa - Kłodzko - Knurów - Knyszyn |

##### Ko
| - Kobylin - Kobyłka - Kock - Kolbuszowa - Kolno - Kolonowskie - Koluszki - Kołaczyce - Koło - Kołobrzeg - Koniecpol - Konin |  | - Konstancin-Jeziorna - Konstantynów Łódzki - Końskie - Koprzywnica - Korfantów - Koronowo - Korsze - Kosów Lacki - Kostrzyn - Kostrzyn nad Odrą |  | - Koszalin - Kościan - Kościerzyna - Kowal - Kowalewo Pomorskie - Kowary - Koziegłowy - Kozienice - Koźmin Wielkopolski - Kożuchów - Kórnik |

##### Kr-Kw
| - Krajenka - Kraków - Krapkowice - Krasnobród - Krasnystaw - Kraśnik - Krobia - Krosno - Krosno Odrzańskie |  | - Krośniewice - Krotoszyn - Kruszwica - Krynica - Krynica Morska - Krynki - Krzanowice - Krzepice - Krzeszowice |  | - Krzywiń - Krzyż Wielkopolski - Książ Wielkopolski - Kudowa Zdrój - Kunów - Kutno - Kuźnia Raciborska - Kwidzyn |

#### L

##### La-Li
| - Lądek Zdrój - Legionowo - Legnica (Liegnitz) - Lesko - Leszno - Leśna - Leśnica - Lewin Brzeski - Leżajsk - Lębork |  | - Lędziny - Libiąż - Lidzbark - Lidzbark Warmiński - Limanowa - Lipiany - Lipno - Lipsk - Lipsko |

##### Lu-Lw
| - Lubaczów - Lubań - Lubartów - Lubawa - Lubawka - Lubień Kujawski - Lubin - Lublin |  | - Lubliniec - Lubniewice - Lubomierz - Luboń - Lubraniec - Lubsko - Lwówek - Lwówek Śląski |

#### Ł
| - Łabiszyn - Łańcut - Łapy - Łasin - Łask - Łaskarzew - Łaszczów - Łaziska Górne - Łazy - Łeba - Łęczna - Łęczyca |  | - Łęknica - Łobez - Łobżenica - Łochów - Łomianki - Łomża - Łosice - Łowicz - Łódź - Łuków - Łos |

#### M

##### Ma
| - Maków Mazowiecki - Maków Podhalański - Malbork - Małogoszcz |  | - Małomice - Margonin - Marki - Maszewo |

##### Mi
| - Miasteczko Śląskie - Miastko - Michałowo - Miechów - Miejska Górka - Mielec - Mieroszów - Mieszkowice - Międzybórz |  | - Międzychód - Międzylesie - Międzyrzec Podlaski - Międzyrzecz - Międzyzdroje - Mikołajki - Mikołów - Mikstat - Milanówek |  | - Milicz - Miłakowo - Miłomłyn - Miłosław - Mińsk Mazowiecki - Mirosławiec - Mirsk - Mława - Młynary |

##### Mo-My
| - Mogielnica - Mogilno - Mońki - Morąg - Mordy - Moryń - Mosina - Mrągowo - Mrocza |  | - Mszana Dolna - Mszczonów - Murowana Goślina - Muszyna - Mysłowice - Myszków - Myszyniec - Myślenice - Myślibórz |

#### N

##### Na-Ni
| - Nakło nad Notecią - Nałęczów - Namysłów - Narol - Nasielsk - Nekla |  | - Nidzica - Niemcza - Niemodlin - Niepołomice - Nieszawa - Nisko |

##### No-Ny
| - Nowa Dęba - Nowa Ruda - Nowa Sarzyna - Nowa Sól - Nowe - Nowe Brzesko - Nowe Miasteczko - Nowe Miasto Lubawskie - Nowe Miasto nad Pilicą - Nowe Skalmierzyce - Nowe Warpno - Nowogard |  | - Nowogrodziec - Nowogród - Nowogród Bobrzański - Nowy Dwór Gdański - Nowy Dwór Mazowiecki - Nowy Sącz - Nowy Staw - Nowy Targ - Nowy Tomyśl - Nowy Wiśnicz - Nysa |

#### O

##### Ob-Or
| - Oborniki - Oborniki Śląskie - Obrzycko - Odolanów - Ogrodzieniec - Okonek - Olecko - Olesno - Oleszyce - Oleśnica - Olkusz - Olsztyn |  | - Olsztynek - Olszyna - Oława - Opalenica - Opatów - Opoczno - Opole - Opole Lubelskie - Orneta - Orzesze - Orzysz |

##### Os-Oz
| - Osieczna - Osiek - Ostrołęka - Ostroróg - Ostrowiec Świętokrzyski - Ostróda - Ostrów Lubelski - Ostrów Mazowiecka - Ostrów Wielkopolski |  | - Ostrzeszów - Ośno Lubuskie - Oświęcim - Otmuchów - Otwock - Ozimek - Ozorków - Ożarów - Ożarów Mazowiecki |

#### P

##### Pa-Pe
| - Pabianice - Paczków - Pajęczno - Pakość - Parczew |  | - Pasłęk - Pasym - Pelpin - Pełczyce |

##### Pi-Pl
| - Piaseczno - Piaski - Piastów - Piechowice - Piekary Śląskie - Pieniężno - Pieńsk - Pieszyce - Pilawa - Pilica - Pilzno - Piła |  | - Piława Górna - Pińczów - Pionki - Piotrków Kujawski - Piotrków Trybunalski - Pisz - Piwniczna-Zdrój - Pleszew - Płock - Płońsk - Płoty |

##### Pn-Po
| - Pniewy - Pobiedziska - Poddębice - Podkowa Leśna - Pogorzela - Polanica Zdrój - Polanów - Police |  | - Polkowice - Połaniec - Połczyn-Zdrój - Poniatowa - Poniec - Poręba - Poznań |

##### Pr-Py
| - Prabuty - Praszka - Prochowice - Proszowice - Prószków - Pruchnik - Prudnik - Prusice - Pruszcz Gdański - Pruszków |  | - Przasnysz - Przecław - Przedbórz - Przedecz - Przemków - Przemyśl - Przeworsk - Przysucha - Pszczyna |  | - Pszów - Puck - Puławy - Pułtusk - Puszczykowo - Pyrzyce - Pyskowice - Pyzdry |

#### R
- Rabka
- Raciąż
- Racibórz
- Radków
- Radlin
- Radłów
- Radom
- Radomsko
- Radomyśl Wielki
- Radymno
- Radziejów
- Radzionków
- Radzymin
- Radzyń Chełmiński
- Radzyń Podlaski
- Rajgród
- Rakoniewice
- Raszków
- Rawa Mazowiecka
- Rawicz
- Recz
- Reda
- Rejowiec Fabryczny
- Resko
- Reszel
- Rogoźno
- Ropczyce
- Różan
- Ruciane-Nida
- Ruda Śląska
- Rudnik nad Sanem
- Rumia
- Rybnik
- Rychwał
- Rydułtowy
- Rydzyna
- Ryglice
- Ryki
- Rymanów
- Ryn
- Rypin
- Rzepin
- Rzeszów
- Rzgów

#### S

##### Sa-Si
| - Sandomierz - Sanok - Sejny - Serock - Sędziszów - Sędziszów Małopolski - Sępopol - Sępólno Krajeńskie - Sianów |  | - Siechnice - Siedlce - Siemianowice Śląskie - Siemiatycze - Sieniawa - Sieradz - Sieraków - Sierpc - Siewierz |

##### Sk-Sl
| - Skalbmierz - Skała - Skarszewy - Skaryszew - Skarżysko-Kamienna - Skawina - Skępe - Skierniewice - Skoczów - Skoki |  | - Skórcz - Skwierzyna - Sława - Sławków - Sławno - Słomniki - Słubice - Słupca - Słupsk |

##### So
| - Sobótka - Sochaczew - Sokołów Małopolski - Sokołów Podlaski - Sokółka |  | - Solec Kujawski - Sompolno - Sopot - Sosnowiec - Sośnicowice |

##### St
| - Stalowa Wola - Starachowice - Stargard Szczeciński - Starogard Gdański - Stary Sącz - Staszów - Stawiski - Stawiszyn - Stąporków - Stęszew |  | - Stoczek Łukowski - Stronie Śląskie - Strumień - Stryków - Strzegom - Strzelce Krajeńskie - Strzelce Opolskie - Strzelin - Strzelno - Strzyżów |

##### Su-Sy
| - Sucha Beskidzka - Suchań - Suchedniów - Suchowola - Sulechów - Sulejów - Sulejówek - Sulęcin |  | - Sulmierzyce - Sułkowice - Supraśl - Suraż - Susz - Suwałki - Swarzędz - Syców |

##### Sz
| - Szadek - Szamocin - Szamotuły - Szczawnica - Szczawno Zdrój - Szczebrzeszyn - Szczecin - Szczecinek - Szczekociny - Szczucin |  | - Szczuczyn - Szczyrk - Szczytna - Szczytno - Szepietowo - Szklarska Poręba - Szlichtyngowa - Szprotawa - Sztum - Szubin - Szydłowiec |

#### Ś
| - Ścinawa - Ślesin - Śmigiel - Śrem - Środa Śląska - Środa Wielkopolska - Świątniki Górne - Świdnica - Świdnik |  | - Świdwin - Świebodzice - Świebodzin - Świecie - Świeradów Zdrój - Świerzawa - Świętochłowice - Świnoujście |

#### T
| - Tarczyn - Tarnobrzeg - Tarnogród - Tarnowskie Góry - Tarnów - Tczew - Terespol - Tłuszcz - Tolkmicko - Tomaszów Lubelski - Tomaszów Mazowiecki |  | - Toruń - Torzym - Toszek - Trzcianka - Trzciel - Trzcińsko-Zdrój - Trzebiatów - Trzebinia - Trzebnica - Trzemeszno - Tuchola |  | - Tuchów - Tuczno - Tuliszków - Turek - Tuszyn - Twardogóra - Tychowo - Tychy - Tyczyn - Tykocin - Tyszowce |

#### U
| - Ujazd - Ujście - Ulanów - Uniejów |  | - Ustka - Ustroń - Ustrzyki Dolne |

#### V
| - Varsòvia (Polonès: Warszawa) |

#### W

##### Wa-We
| - Wadowice - Wałbrzych - Wałcz - Warka - Warta - Wasilków - Wąbrzeźno |  | - Wąchock - Wągrowiec - Wąsosz - Wejherowo - Węgliniec - Węgorzewo - Węgorzyno - Węgrów |

##### Wi-Wl
| - Wiązów - Wieleń - Wielichowo - Wieliczka - Wieluń - Wieruszów - Więcbork - Wilamowice |  | - Wisła - Witkowo - Witnica - Wleń - Władysławowo - Włocławek - Włodawa - Włoszczowa |

##### Wo-Wy
| - Wodzisław Śląski - Wojcieszów - Wojkowice - Wojnicz - Wolbórz - Wolbrom - Wolin - Wolsztyn - Wołczyn - Wołomin - Wołów - Woźniki |  | - Wrocław - Wronki - Września - Wschowa - Wyrzysk - Wysoka - Wysokie Mazowieckie - Wyszków - Wyszogród - Wyśmierzyce |

#### Z

##### Za-Ze
| - Zabłudów - Zabrze - Zagórów - Zagórz - Zakliczyn - Zakopane - Zakroczym - Zalewo - Zambrów - Zamość - Zator - Zawadzkie |  | - Zawichost - Zawidów - Zawiercie - Ząbki - Ząbkowice Śląskie - Zbąszynek - Zbąszyń - Zduny - Zduńska Wola - Zdzieszowice - Zelów |

##### Zg-Zw
| - Zgierz - Zgorzelec - Zielona Góra - Zielonka - Ziębice - Złocieniec |  | - Złoczew - Złotoryja - Złotów - Złoty Stok - Zwierzyniec - Zwoleń |

#### Ż
| - Żabno - Żagań - Żarki - Żarów - Żary - Żelechów - Żerków - Żmigród |  | - Żnin - Żory - Żukowo - Żuromin - Żychlin - Żyrardów - Żywiec |